# Волове-Ляси
Волове-Ляси (пол. Wołowe Lasy) — село в Польщі, у гміні Члопа Валецького повіту Західнопоморського воєводства.
Населення — 457 осіб (2011).
У 1975-1998 роках село належало до Пільського воєводства.

## Демографія
Демографічна структура станом на 31 березня 2011 року:
|          | Загалом | Допрацездатний вік | Працездатний вік | Постпрацездатний вік |
| -------- | ------- | ------------------ | ---------------- | -------------------- |
| Чоловіки | 238     | 59                 | 165              | 14                   |
| Жінки    | 219     | 52                 | 127              | 40                   |
| Разом    | 457     | 111                | 292              | 54                   |